# Adam Baumann
Adam Baumann (* 7. Mai 1981 in Scottsdale, Arizona) ist ein ehemaliger US-amerikanischer Basketballspieler. Er spielte lange Zeit in der deutschen 2. Basketball-Bundesliga sowie deren Nachfolger ProA.

## Karriere
Baumann ist 2,04 m groß und wiegt 110 kg. Nach der High School ging Baumann 2000 zum Studium an das Yavapai Community College in Prescott (Arizona) in seinem heimatlichen US-Bundesstaat. Dort spielte er im Hochschulteam Roughriders in seinem zweiten Jahr mit dem späteren NBA-Spieler Larry Owens zusammen. Nach zwei Jahren wechselte er an die weiterführende Youngstown State University in der gleichnamigen Stadt in Ohio, deren Hochschulteams Penguins in der Horizon League der NCAA Division I spielen.
Nach Studienende wechselte Baumann als Profi nach Deutschland in die 2. Basketball-Bundesliga. Von 2004 bis 2008 spielte er vier Spielzeiten bei Phoenix Hagen. Dort absolvierte er insgesamt 113 Ligaspiele und erreichte im Schnitt 17 Punkte und 9,7 Rebounds pro Spiel. Nachdem Phoenix Hagen Bernd Kruel als neuen Starter verpflichtete, wechselte Baumann zur Saison 2008/09 zum Pro-A Ligisten VfL Kirchheim Knights. Dort gelang es ihm, an seine Leistungen aus Hagen anzuknüpfen und er beendete die Saison als zweitbester Rebounder, mit einem der höchsten Effektivitätswerte der Liga. Im November 2008 wurde er von der Liga zum Spieler des Monats gewählt.
Zum Beginn der Saison 2009/10 wechselte Baumann zum BBC Bayreuth. Nach 13 Spielen mit dem BBC bestritt er am 23. Dezember 2009 sein letztes Spiel und beendete vorerst seine aktive Basketballkarriere. Zu Beginn des Jahres 2010 kehrte er zunächst in seine Heimat zurück und arbeitete als Feuerwehrmann in Phoenix. Für die Regionalliga-Spielzeit 2010/11 holte ihn die BG Hagen, der Stammverein seines früheren Vereins Phoenix, nach Deutschland zurück. Zu Beginn der Spielzeit hatte Baumann mit Herzproblemen zu kämpfen und musste einige Spiele aussetzen. Nach dem Ende der Spielzeit kehrte Baumann 2011 endgültig in sein Heimatland zurück.